# اریک هفتم
اریک پومرانی KG (به انگلیسی: Eric of Pomerania) اریک سوم (به انگلیسی: Eric (Eirik) III) پادشاه نروژ (۱۴۱۲–۱۴۴۲) و اریک هفتم (به انگلیسی: Eric VII of Denmark) پاشاه دانمارک (۱۴۱۲–۱۴۳۹) و اریک (به انگلیسی: Eric (Ericus)) پادشاه سوئد (۱۴۱۲–۱۴۳۹)
وی پس از مارگریت به پادشاهی اتحاد کالمار رسید
اریک سیزدهم، پسر دوک پومرانی. مادرش برادرزادهٔ مارگارت و والدمار معروف به سمیرامیس شمال بود. از این رو پس از وفات وی در سال ۱۴۱۲ م. وارث سلطنت نروژ و دانمارک گردید ولی در جنگ با دوک شلسویگ هولشتاین شکست خورد، و در سنهٔ ۱۴۳۹ اقتدار خود را از دست داد و پس از ده سال درگذشت.